# Ловенциці (Великопольське воєводство)
Ловенциці (пол. Łowęcice, нім. Kleinlobenau) — село в Польщі, у гміні Ярачево Яроцинського повіту Великопольського воєводства.
Населення — 173 особи (2011).
У 1975-1998 роках село належало до Каліського воєводства.

## Демографія
Демографічна структура станом на 31 березня 2011 року:
|          | Загалом | Допрацездатний вік | Працездатний вік | Постпрацездатний вік |
| -------- | ------- | ------------------ | ---------------- | -------------------- |
| Чоловіки | 83      | 16                 | 61               | 6                    |
| Жінки    | 90      | 18                 | 51               | 21                   |
| Разом    | 173     | 34                 | 112              | 27                   |